# Асоцијација држава Кариба
Асоцијација држава Кариба (АЦС; енгл. Association of Caribbean States ACS; шп. Asociación de Estados del Caribe; фр. Association des États de la Caraïbe) је заједница држава центрирана на Карипски басен, основана 1994.
Има 25 државе чланице и 12 придружених чланова.

## Чланице
- Антигва и Барбуда
- Бахаме
- Барбадос
- Белизе
- Колумбија
- Костарика
- Куба
- Доминика
- Гренада
- Гватемала
- Гвајана
- Хаити
- Хондурас
- Салвадор
- Јамајка
- Мексико
- Никарагва
- Панама
- Доминиканска Република
- Сент Китс и Невис
- Света Луција
- Сент Винсент и Гренадини
- Суринам
- Тринидад и Тобаго
- Венецуела

## Придружене чланице
- Аруба
- Британска Девичанска острва
- Курасао
- Француска Гвајана
- Сент Бартелеми
- Гвадалупе
- Мартиник
- Бонер
- Саба
- Свети Еустахије
- Свети Мартин (Француска)
- Свети Мартин (Холандија)

## Посматрачи и партнери
- Аргентина
- Белорусија
- Боливија
- Бразил
- Канада
- Чиле
- ДР Конго
- Еквадор
- Египат
- Финска
- Гамбија
- Индија
- Италија
- Јапан
- Јордан
- Казахстан
- Јужна Кореја
- Мароко
- Холандија
- Перу
- Филипини
- Русија
- Србија
- Словенија
- Шпанија
- Турска
- Украјина
- Уједињени Арапски Емирати
- Уједињено Краљевство
- Уругвај
- Јемен